# Veinticinco de Mayo (Misiones)
25 de Mayo is een plaats in het Argentijnse bestuurlijke gebied Veinticinco de Mayo in de provincie Misiones. De plaats telt 11.928 inwoners.